# Kamkorder

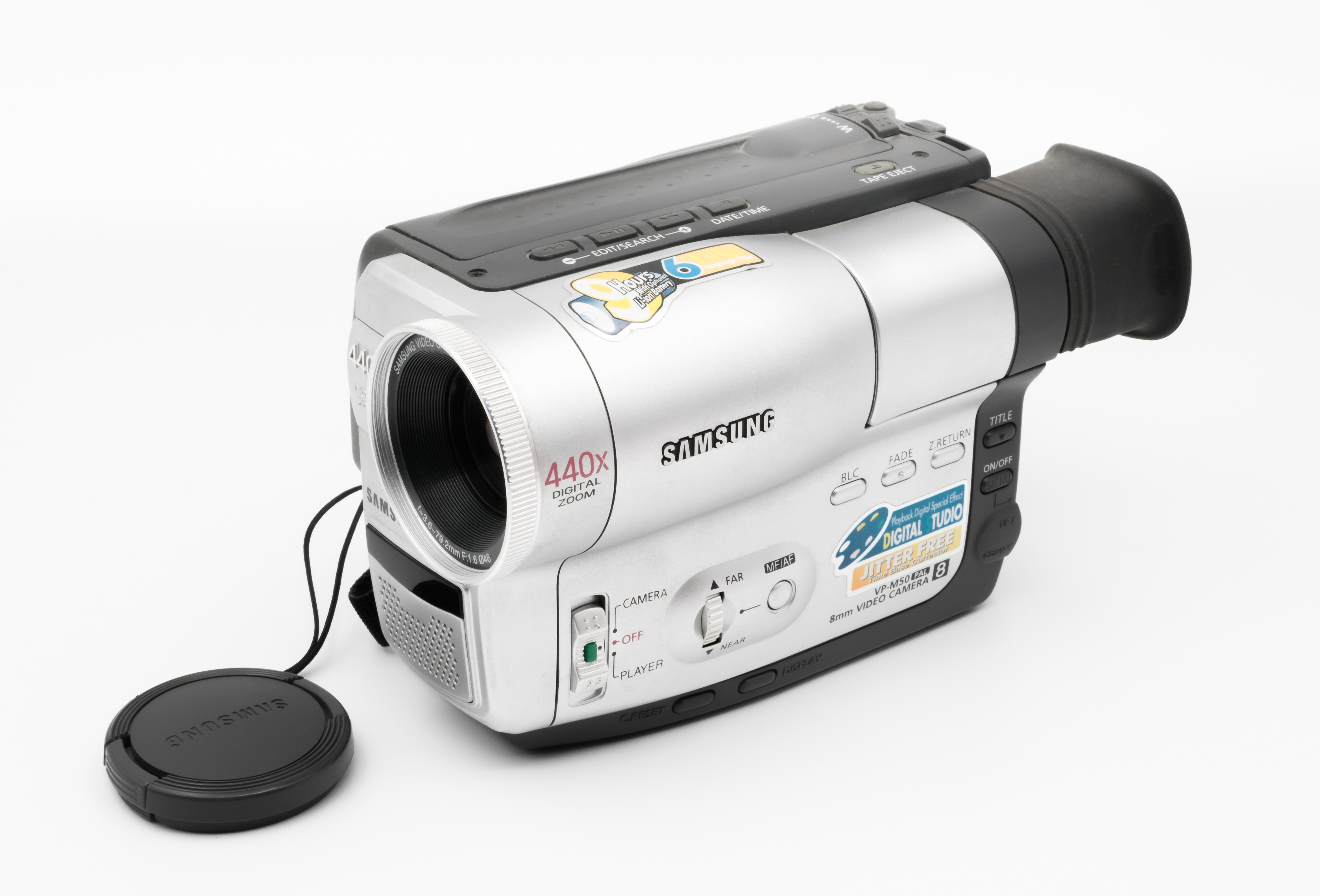
Kamkorder Samsung VP-M50

Kamkorder (ang. camcorder, od video CAMera reCORDER) – urządzenie wideo zawierające zintegrowaną kamerę i magnetowid.
Pierwsze kamkordery rejestrowały sygnały analogowe na taśmie magnetycznej. Po roku 2000 pojawiły się kamkordery beztaśmowe, wykorzystujące dyski optyczne, dyski twarde i pamięci flash jako nośnik danych.
Kamkordery umożliwiające wykorzystywanie do zapisu dwóch różnych typów nośników, np. z wbudowanym dyskiem twardym i gniazdem kart pamięci, są nazywane kamkorderami hybrydowymi.